# Великодимерський район
Великоди́мерський райо́н (до 1925 року — Семиполківський) — район Української СРР у 1923—1927 і 1930—1932 роках.

## Історія
Район утворено 7 березня 1923 року в складі Київської округи як Семиполківський район з центром у Семиполках.
27 березня 1925 до району приєднано частину сільрад розформованого Гоголівського району, центр району перенесений у Велику Димерку, а район перейменований на Великодимерський.
9 лютого 1932 року район було ліквідовано шляхом включення усіх сільських рад до складу території, підпорядкованої Київській міській раді.

## Адміністративний поділ та населення
На 1925 рік площа району становила 689,3 тис. км². Населення становило 48 760 осіб.
На 1926 рік населення становило 47 917 осіб.
Район складався із 15 сільських рад, що включали до свого складу 69 населених пунктів — з них 16 сіл, 18 хуторів, решта — залізничні казарми та будки, поселення, сільгоспартілі, лісові сторожки.
Сільські ради: Бобрицька (1 населений пункт), Богданівська (4 н.п.), Велико-Димерська (13 н.п.), Гоголівська (8 н.п.), Жердовська (5 н.п.), Калитянська (4 н.п.), Красилівська (4 н.п.), Летічанська (5 н.п.), Літківська (3 н.п.), Плосківська (2 н.п.), Рожнівська (2 н.п.), Руднянська (7 н.п.), Свиноїдська (1 н.п.), Світильнівська (2 н.п.), Семиполківська (8 н.п.).